# ГЕС Дір-Лейк
ГЕС Дір-Лейк — гідроелектростанція на канадському острові Ньюфаундленд. Знаходячись після ГЕС Hinds Lake, становить нижній ступінь каскаду у сточищі річки Гамбер, яка впадає до затоки Святого Лаврентія на західному узбережжі острова.
Забір води для роботи станції організували із озера Гранд-Лейк, яке через Junction Brook має стік ліворуч до Гамбер. Рівень води підняли за допомогою бетонної контрфорсної греблі висотою 23 метри і довжиною 226 метрів. Вона потребувала 27 тис. м3 матеріалу та створює підпір у водоймі з площею поверхні 497 км2.
Зі сховища в напрямку долини Гамбер прямує підвідний канал довжиною 11 км, при спорудженні якого провели екскавацію 4 млн м3 породи, що пішла на формування берегів. Наприкінці каналу облаштована водозабірна споруда, звідки по схилу спускаються напірні водоводи, шість з яких були виконані з дерев'яних і сталевих секцій, а три — лише зі сталевих. Довжина водоводів становить по 1,2 км при діаметрі 2,9 метра (до агрегатів № 1—7) та 3,6 метра (до агрегатів № 8 та 9). Можливо відзначити, що у 2010-х роках провадяться роботи по заміні старих водоводів на бетонні.
Машинний зал розташований на лівому березі озера Дір-Лейк, через яке протікає Гамбер. Тут встановлено дев'ять турбін типу Френсіс — п'ять потужністю по 11,2 МВт, дві по 11,6 МВт та дві з показниками 23,5 МВт. Це обладнання використовує чистий напір у 74 метри.